# Гатчинский боевой отряд
Га́тчинский боево́й отря́д — добровольческая часть Красной гвардии, принимавшая участие в Гражданской войне.

## История
7 (20) декабря 1917 года часть отряда Красной гвардии, сформированного из рабочих Путиловского завода, была расквартирована в Гатчине и пополнена двумя пулемётными командами 513-го Холмогорского пехотного полка и ротой 176-го Красносельского пехотного полка. Вновь образованную часть, названную «Гатчинским боевым отрядом», возглавил ефрейтор Красносельского полка Левинсон, а пулемётчиков — офицер Тимофеев.
6 (19) января 1918 года отряд (340 штыков) был отправлен под Ростов-на-Дону. По пути, в Харькове, получил три лёгкие бронемашины и четыре полевых орудия. В начале января в составе группы Саблина действовал под Дебальцево. Начиная с 6 января, участвовал в боях за Таганрог в составе группы Сиверса.
В мае 1918 года отряд был переброшен на Карельский фронт (в Олонец), где провёл около 4 месяцев. Начиная с 20 октября, участвовал в боях под Архангельском в составе Северного фронта. 3 ноября в бою понёс большие потери (в том числе был убит командир отряда Левинсон).
Получив пополнение, вошёл в состав 18-й стрелковой дивизии и был переименован в 157-й Гатчинский стрелковый полк. Успешно действовал под г. Шенкурском. В мае 1919 года переброшен под Петроград и после пополнения маршевыми батальонами переименован в 14-й Гатчинский полк 2-й дивизии 17-й армии.

23 августа в штаб 3-й бригады приехал начальник 2-й дивизии Спижарный, бывший офицер старой армии, кавалерист, высокий и стройный, как говорят, военная косточка... Спижарный сообщил нам о том, что дивизия готовит новую операцию. Цель ее — разгромить ямбургскую группировку белых. «Для этого мы специально выделяем вторую бригаду, — сказал он, — там орлы ребята! В нее вошли полки, отличившиеся на Северном фронте, под Шенкурском. Влили туда и питерских рабочих, коммунистов. В штабе армии рассчитывают, что северяне внесут перелом...» ...От начдива мы узнали о приказе по армии, которым 154-й и 157-й Гатчинские, а также 158-й полки переименовывались соответственно в 13-й, 14-й Гатчинские и 15-й стрелковый{99}. Пока штаб 2-й бригады не был укомплектован, 13-й и 14-й полки вошли в состав 1-й бригады, а прибытие 15-го ожидалось только 25 августа (Софронов Г. П. Неподвластное времени, с. 244-245).

## Известные люди, служившие в отряде
- Скугарев, Иван Михайлович — помощник командира по строевой части